# Athéni Antiokhosz
Athéni Antiokhosz (Ἀντίοχος ὁ Ἀθηναῖος: Kr. u. 3. század előtt) görög asztrológus. Valószínűleg a 2. században élt, és lehetséges, hogy azonos azzal a C. Iulius Antiochus Epiphanes Philopappusszal, aki Athénban az arkhón címet viselte, 109-ben pedig consul suffectus volt.
Egyetlen kézirata neki tulajdonítja a Peri aszterón anatellontón kai dünontón (Az év 12 hónapjában felkelő és lenyugvó csillagok) című kalendáriumot. Ezen kívül két műve ismert, ezek kivonatokban és töredékekben maradtak ránk. Mind a Thészauroi (Kincsestár), mind az Eiszagógika (Bevezetés az asztrológiába) az asztrológia alapjaival foglalkozik, és ezek az első ismert munkák, amelyek a témát rendszerbe foglalva mutatják be. Forrásként Timaioszra, Hermészre és az egyiptomiakra hivatkozik.
Porphüriosz és Rhétoriosz igen nagy mértékben rá támaszkodik, de idézi Firmicus Maternus, thébai Héphaisztión és „Palkhosz”, valamint Antíkúsz név alatt számos töredéke megtalálható asz-Szaimari és al-Kaszráni asztrológiai gyűjteményében.